# پوزئیدون (فیلم)
پوزئیدون یا پوزیدون یا پوسیدون (به انگلیسی: Poseidon) فیلمی در ژانر اکشن به کارگردانی ولفگانگ پترسن است که در سال ۲۰۰۶ منتشر شد.

## بازیگران
- جاش لوکاس
- کرت راسل
- امی رسوم
- مایک فوگل
- جاسیندا بارت
- ریچارد دریفوس
- جیمی بنت
- فردی رودریگز
- کوین دیلون
- فرگی
- آندره بروگر
- کرولین لاگرفلت